# 기계화제국
《기계화제국》은 《열혈최강 고자우라》에 등장하는 가공의 단체다.

## 소개
전 우주를 기계화 시키려는 악의 제국. 톱니바퀴왕은 명왕성, 해왕성, 천왕성, 목성, 토성, 화성을, 전기왕은 금성, 수성을, 엔진왕은 달을, 원자왕은 지구를 기계화시켰다.

## 멤버
- 기계 신 (기계 대마왕)

- 톱니바퀴왕

- 기그

- 전기왕

- 엔진왕

- 길터보

- 원자왕

- 기계대왕 / 성우 : 스가와라 마사시 / 오인성

기계제국의 사천왕들이 하나로 합체한 거대한 로봇 역시 캡틴 사우루스에게 패배.